# Rui Barbosa Nogueira
Ruy Barbosa Nogueira (Jardinópolis, 19 de setembro de 1919 — 2003) foi um acadêmico e jurista brasileiro, foi Professor Titular de Direito Tributário da Faculdade de Direito da Universidade de São Paulo, além de seu diretor.
Foi casado com Zoé de Mattos Cabral Nogueira e teve dois filhos,Paulo Roberto Cabral Nogueira e Rubens Cabral Nogueira e tinha onze irmãos.
Foi aprovado no concurso vestibular da Faculdade de Direito da Universidade de São Paulo em 1941, onde graduou-se em 1945. Em 1963 tornou-se Libre Docente em Direito Tributário. Foi aprovado no concurso para Professor Catedrático.Foi diretor da Faculdade de Direito da Universidade de São Paulo entre 1974 e 1978.
Foi Presidente do Instituto Brasileiro de Direito Tributário. Foi escolhido o "Tributarista do Século XX" pelo Instituto Brasileiro de Planejamento Tributário.

## Obras
- Da interpretação e da aplicação das leis tributárias [1]
- Curso De Direito Tributário[2] (ISBN 8502004921)